# Veronika Wöhrer
Veronika Wöhrer (* 1975 in Wien) ist eine österreichische Soziologin und Professorin für Bildung und Ungleichheit an der Fakultät für Philosophie und Bildungswissenschaft der Universität Wien sowie Vorständin des Vereins Science Communications Research, einem unabhängigen Verein zur Erforschung und Erprobung von Prozessen der Wissensvermittlung aus der Arbeit im Feld der Wissenschaftskommunikation. Wöhrer interessiert sich besonders für die Auswirkungen von Geschlecht in Verbindung mit sozialer und ethnischer Herkunft in der Wissenschaft und in der Schule und hat zu diesen Themen mehrere Forschungsprojekte durchgeführt.

## Leben

### Ausbildung
Wöhrer studierte von 1994 bis 2001 Soziologie, Politikwissenschaft und Slawistik an der Universität Wien und der Komenský-Universität in Bratislava. Ihre Diplomarbeit schrieb sie zum Feminismusbegriff slowakischer Wissenschafterinnen. Von 2001 bis 2007 absolvierte sie ihr Doktoratsstudium der Soziologie an der Universität Wien und der Karlsuniversität in Prag. Für ihre Dissertation mit dem Titel „GrenzgängerInnen. Genderforschung zwischen Kapitalismus und (Post-)Sozialismus“ erhielt sie im Jahr 2007 den Johanna-Dohnal-Förderpreis.

### Wissenschaftlicher Werdegang
Im Wintersemester 2014/15 wurde Wöhrer Gastprofessorin am Institut für Pädagogische Professionalisierung der Universität Graz. 2016 erhielt sie das Marie-Jahoda-Stipendium der Universität Wien. Für zwei Jahre, von 2017 bis 2018, war Wöhrer Professorin für Lern- und Bildungsprozesse unter besonderer Berücksichtigung der Genderforschung am Institut für Pädagogische Professionalisierung der Universität Graz. Ab 2018 bis 2020 war sie Universitätsassistentin (Postdoc) am Institut für Soziologie der Universität Wien. Seit Januar 2020 ist sie Leiterin der österreichischen Fallstudie des EU-Forschungsprojektes „Co-designing Citizen Social Science for Collective Action (CoAct)“, bei dem transnational vier soziale Herausforderungen in partizipativen Forschungsgruppen thematisiert werden: Jugendarbeitslosigkeit: Wien, Psychische Gesundheit: Barcelona, Umweltverschmutzung: Buenos Aires sowie Gender und Gleichberechtigung: transnational. Ziel des Gesamtprojektes ist es, gemeinsam mit den Betroffenen Lösungen und Strategien für die jeweiligen Problemfelder zu erforschen und Änderungen anzuregen. Seit September 2020 ist Wöhrer Professorin für Bildung und Ungleichheit am Institut für Bildungswissenschaft der Universität Wien.

### Forschungsschwerpunkte und Lehre
- Intersektionaler Zugang zu Bildung und Ungleichheit in Schule, Hochschule und außerschulischen Bildungsinstitutionen
- Gender Studies
- Partizipative Forschung
- Qualitative Methoden

Ganz besonders widmet sich Wöhrer den Perspektiven jener Kinder und Jugendlichen, die nicht zu den Gewinnern und Gewinnerinnen des Bildungssystems gehören, da gerade ihre Stimmen und ihre Ideen wesentlich zu Veränderungen beitragen können. In ihrer Lehre befasst sich Wöhrer u. a. mit den Folgen sozialer Ungleichheit durch Corona bei Bildungs- und Berufswegen von Jugendlichen und jungen Erwachsenen.

### Verein Science Communications Research
Der Forschungsverein Science Communications Research hat es sich zum Ziel gesetzt, mit Hilfe kulturwissenschaftlicher (historischer wie kulturanalytischer) und sozialwissenschaftlicher Zugänge ein besseres Verständnis vom Wandel des Verhältnisses von Wissenschaft und Gesellschaft zu bekommen und Begleitforschung für Aktivitäten der Wissenschaftskommunikation zu betreiben. Grundlagenforschung und anwendungsorientierte Forschung werden dabei eng aufeinander bezogen. In den Jahren von 2007 bis 2015 war Wöhrer Senior Scientist und wissenschaftliche Projektleiterin im Verein. Derzeit ist sie dort Vorstandsmitglied.

## Publikationen

### Monographien
- Veronika Wöhrer, Teresa Wintersteller, Karin Schneider, Doris Harrasser, Doris Arztmann: Praxishandbuch Sozialwissenschaftliches Forschen mit Kindern und Jugendlichen. Beltz Juventa, Weinheim 2018.
- Veronika Wöhrer, Doris Arztmann, Teresa Wintersteller, Doris Harrasser, Karin Schneider: Partizipative Aktionsforschung mit Kindern und Jugendlichen: Von Schulsprachen, Liebesorten und anderen Forschungsdingen. Springer VS, Wiesbaden 2017.
- Doris Harrasser, Karin Harrasser, Stephanie Kiessling, Karin Schneider, Sabine Sölkner, Veronika Wöhrer: Wissen Spielen. Untersuchungen zur Wissensaneignung von Kindern im Museum. transcript, Bielefeld 2011.

### Herausgeberschaften
- Jörg Flecker, Veronika Wöhrer, Irene Rieder (Hrsg.): Wege in die Zukunft: Lebenssituationen Jugendlicher am Ende der Neuen Mittelschule. Vienna University Press, Göttingen 2020.
- Veronika Wöhrer (Hrsg.): Early Career Researchers and Changing Working Conditions in Academia, Sondernummer der Zeitschrift Higher Education Policy 27, 4, 2014.
- Wiebke Keim, Ercüment Çelik, Christian Ersche, Veronika Wöhrer (Hrsg.): Global knowledge in the social sciences. Made in circulation. Ashgate, Farnham 2014.
- Christian Ersche, Ercüment Celik, Wiebke Keim, Veronika Wöhrer (Hrsg.): Transnational Science. Special Issue der Zeitschrift Transcience. A Journal for Global Studies 4, 2, 2013.

### Artikel in Sammelbänden und Zeitschriften (Auswahl)
- Veronika Wöhrer, Andrea Barbara Jesser, Andre Schmidt: Insights From Setting up the First Wave of a Qualitative Longitudinal Study. In: International Journal of Qualitative Methods (IJQM) 19, 1-2, 2020, S. 1–12.
- Veronika Wöhrer: Drei Schritte zurück: Bildungsungleichheit und COVID. In: Covid-Kaleidoskop 1, 2020, S. 53–55.
- Veronika Wöhrer: Disruptionen im Klassenzimmer? Vielfalt aus der Sicht von Schüler_innen. In: Zeitschrift für Diversitätsforschung und -management (ZDFM) 5, 1, 2020, S. 66–70.
- Veronika Wöhrer, Susanne Kink-Hampersberger, Katharina Froebus: Privilegierung und Ausgrenzung in Bildungsprozessen. Soziale Ungleichheit im Lehramt beforschen. In: Momentum Quarterly 8, 3, 2019, S. 116–130.
- Veronika Wöhrer, Julia Smolka, Andrea Widmann, Daniel Truppe-Bugram: Wettbewerb und Schulprofile – Praxisbericht aus dem Lehrprojekt Evaluationsforschung Schulentwicklung. In: Transfer Forschung – Schule 4, 2018, S. 185–193.
- Veronika Wöhrer: Gender Studies as a Multi-Centered Field? Centers and Peripheries in Academic Gender Research. In: Feminist Theory 17, 3, 2016, S. 323–343.
- Veronika Wöhrer, Beate Krais: Im Gespräch. Universitäten im Wandel? In: Feministische Studien 34, 1, 2016, S. 72–87.
- Veronika Wöhrer: ‚Feminismus‘ und ‚Gender‘ – zwei weitgereiste Begriffe. In: Désirée Bender, Annemarie Duscha, Tina Hollstein, Lena Huber, Kathrin Klein-Zimmer, Caroline Schmitt (Hrsg.): Orte transnationaler Wissensproduktionen. Kultur- und Sozialwissenschaftliche Schnittmengen. Beltz Juventa, Weinheim 2014, S. 44–62.
- Ercüment Çelic, Christian Ersche, Wiebke Keim, Veronika Wöhrer: Made in Circulation. Towards Social Science on a World Scale. An Introduction. In: Wiebke Keim, Ercüment Çelic, Christian Ersche, Veronika Wöhrer (Hrsg.): Circulating Social Science Knowledge. Global Intellectual Controversies, Initiatives and Dialogues. Ashgate, Farnham 2014, S. 1–19.
- Veronika Wöhrer, Wiebke Keim, Christian Ersche, Ercüment Çelic: Conclusion. Next steps towards international social sciences. In: Wiebke Keim, Ercüment Çelic, Christian Ersche, Veronika Wöhrer (Hrsg.): Circulating Social Science Knowledge. Global Intellectual Controversies, Initiatives and Dialogues. Ashgate, Farnham 2014, S. 251–258.
- Veronika Wöhrer: To stay or to go. Narratives of Early Stage Sociologists about Persisting in Academia. In: Higher Education Policy 27, 4, 2014, S. 469–487.
- Veronika Wöhrer: Early Career Researchers and Changing Working Conditions in Academia. Introduction to the Special Issue. In: Higher Education Policy 27, 4, 2014, S. 431–434.
- Veronika Wöhrer, Doris Harrasser: Colourful Experiments. Gendered Performances in a Children’s Museum. In: Science as Culture 20, 4, 2011, S. 471–490.